# De Waarbeek
De Waarbeek is een pretpark van 3,6 hectare, gelegen bij de Twentse stad Hengelo. Het bedrijf voert sinds 2020 een all-intarief voor bezoekers. Het park richt zich vooral op families met kinderen tussen de drie en twaalf jaar.
Er zijn 26 attracties waarvan een paar met een ouderwets karakter, zoals de Hully Gully en de Twister. Belangrijkste trekpleister van het park is de Rodelbaan: een achtbaan die wordt beschouwd als een van de oudste nog werkende stalen achtbanen ter wereld. Het park noemde zich sinds 2015-2020 het 'eerste pretpark volledig draaiende op groene energie'. In 2023 opende het een eerste themagebied; 'Dino World', met een derde achtbaan.

## Geschiedenis
Het park werd eerste paasdag 1924 geopend als "Theehuis De Waarbeek". De grond werd medio 1923 door de broers Jan Hendrik en Herman Smit tijdens de publieke verkoop op het verzoek van de erven H. Hulshoff Pol uit Hengelo gekocht. Op deze gronden was door Hulshoff Pol in vroegere jaren een Engelse tuin aangelegd met onder andere twee vijvers. Een van deze vijvers is nog in gebruik als roeivijver met roeiboten. Verder was er in deze Engelse tuin een tennisbaan met theekoepel.  Het park was toen nog niet meer dan een speeltuintje. In de beginjaren kon men vanaf station De Waarbeek, dat ter hoogte van de Kettingbrugweg aan de spoorweg tussen Hengelo en Enschede lag, door het bos naar De Waarbeek lopen. Als een van de eerste grote attracties werd "de rodelbaan" geplaatst. De rodelbaan, in werkelijkheid een achtbaan, werd in 1930 gebouwd door het park "De Waarbeek" zelf. Pas na 2000 ging het park zich familiepretpark noemen en veranderde de naam officieel in 'Familiepretpark De Waarbeek'. 
In 2009 kwamen er twee nieuwe eigenaren, Joris Bengevoord en Arijan van Bavel, ze gaven het park in drie jaar tijd een kleine opknapbeurt. Er werden vijf attracties toegevoegd. Tevens groeide de bezoekers aantallen van 30.000 naar 180.000 in 5 jaar tijd  
Sinds 2013 zijn er zomeravonden met televisiebekendheden zoals Dora en Bob de Bouwer als trekker. In de herfstvakantie is er dagelijks een circusvoorstelling. In de decemberperiode staat er een grote kerstboom, het hele park is verlicht en er zijn winteractiviteiten.   
Op 5 augustus 2015 behaalde het park een dagrecord met ongeveer 2500 bezoekers.
In 2018 werd het park verkocht aan Kevin Moespot en Janna Moespot-van der Linde.
In 2019 werd een 'alles-inclusief' formule geïntroduceerd in het pannenkoekenhuis. In 2020 is voor het hele attractiepark overgestapt op dit concept. Voor een vaste entreeprijs kan onbeperkt worden gespeeld, gegeten, gedronken en gesnoept. Het pannenkoekenhuis werd gesloten.
In 2022 kwamen er vijf nieuwe attracties. De meeste kwamen van park  De Valkenier in Limburg dat een jaar eerder sloot. De overgenomen attracties waren een kleine vrije valtoren, draaiende schommelboot, nieuwe waterfietsen en een tweede achtbaan. In hetzelfde jaar opende het spookhuis 'Huyze Pelle'.
In 2023 kwam er een eerste themagebied; Dino World.

## Park
Het attractiepark bevindt zich in een licht beboste omgeving met verschillende vijvers. Sommige van de attracties staan binnen, de meeste buiten, al dan niet met overkapping. 

### Attracties
- Twister, een carrousel gebouwd door lasbedrijf De Boer in 1964 en geplaatst in 2012.
- Rodelbaan, een stalen achtbaan. De achtbaan heeft rode karren, elke kar biedt plaats aan vier personen. De rodelbaan is niet -zoals de naam suggereert- een baan waar bezoekers met sleden vanaf kunnen rodelen. Deze attractie bestaat sinds 1928 en was eerst een houten achtbaan. Deze werd in 1930 vervangen door een stalen achtbaan gemaakt van oude tramrails uit Enschede.
- Achtbaan Rupsje Mae, Kleine achtbaan gebouwd door Güven Amusement Rides Factory waarvan de trein de vorm heeft van een rups. Nieuw voor 2022.
- Haunted House: Huyze Pelle, Een eigenbouw spookhuis op de oude plek van de Goldmine Expres Opening: eind Mei 2022
- Rocking Roger, Draaiende schommelboot, staat op de oude plek van de rups en nieuw voor 2022.
- Theodorus de Vampier, Kleine vrije val toren die meerdere keren op en neer gaat. Nieuw voor 2022.
- Game Hal, een automatenhal.
- Het Theater, een theater waar dagelijks een show worden opgevoerd door Postbode Pelle, Twekky.
- Venture-river, een waterattractie voor kinderen waarin een kano een parcours (rivier) aflegt. Deze attractie is voor kinderen tot 120 cm.
- Eendjes, een carrousel in het water voor kinderen met bootjes in de vorm van eenden.
- Hully Gully, gebouwd in 1971 door MACK Rides. Geplaatst in 1980.
- Pompoentjes, een carrousel in de vorm van opengewerkte pompoenen. Gebouwd in 1999.
- Reuzenrad, een kleinere uitvoering van een reuzenrad, met gondels in de vorm van grote emmers. Gebouwd in 1990
- Swingmill, een attractie met overkapping. Gebouwd in 1960.
- Botsauto's, gebouwd in 1975.
- Waterfietsen, Zelf aangedreven bootjes op het meer. Vernieuwde boten voor 2022.
- Carrousel, een kleine draaimolen, gebouwd in 1965.
- Zweefmolen, gebouwd in 1940.
- Spoortrein, een recreatietrein die over rails door het park rijdt door DinoWorld. Gebouwd in 1975.
- Nautic Jet, een attractie waarin een bootje van een schans het water in springt.
- Oldtimers, een baan waarover oldtimers rijden. Gebouwd in 1980
- Speelschip/Kabouter speeltuin, Speeltuin voor kinderen.
- Springbuik, een springkussen.
- DinoWorld
- Raptor adventure (achtbaan)
- Dino discovery

Het park heeft een snackbar met terras en een uitgiftepunt voor dranken en ijsjes.

## Mascottes
De mascottes van het park zijn Twekky en Postbode Pelle. 
Twekky is een clownesk figuur met een grote klok in de vorm van een hoed. In 2013 was Twekky te zien samen met personages Hetty Confetti en Gerrie Glitter. Vanaf 2015 was Twekky dagelijks samen met Postbode Pelle in het park aanwezig en te zien in een interactieve parkshow.

## Verdwenen attracties(niet compleet)
- Rupsbaan, een van de ouderwetse attracties van het park. Gebouwd in 1967 geplaatst in 2002. Verwijderd eind 2021.
- Stoeltjeslift, een lift met gondels voor telkens een persoon. De baan loopt boven het park langs.
- Calypso, gebouwd in 1960 door MACK Rides. Verwijderd in 2018.
- Springkussen
- Golf Jet, een golf-carrousel gebouwd in 1950.
- Zweefbanen, stoeltjeslift die over het water gaat. Gebouwd in 1985.
- Minicars, zelf bestuurbare auto's, gebouwd in 1985.
- Midgetgolf, speciaal voor groepen, Verwijderd in 2021.
- Aquaball, in een grote opblaasbal over water lopen.
- Mini Kermis, voor kleine kinderen.
- Bungee Diver, springen voor iedereen.
- Tea Cups, een theekopjesattractie, geplaatst in 2019. Verwijderd in 2020.
- Skyflyer, een carrousel met op-en-neer bewegende karren in de vorm van ufo's. Gebouwd in 1980. Verwijderd in 2023.